# 岡本美佳
岡本 美佳（おかもと みか、1973年11月14日 - ）は、日本の体操指導者。神奈川県出身。

## 経歴・人物
学生時代は新体操をしていた。1996年に日本女子体育大学体育学部卒業後、NHKテレビ体操でアシスタントを務める。
2003年5月にて上田容子が指導者を引退して、2003年6月からNHKテレビ・ラジオ体操の指導者として活動している。NHKの体操番組開始から18代目の指導者となる。岡本のアシスタント時代は2003年3月までだったが、2ヶ月後の6月からアシスタントの場から指導者になった。それと同時に小野梨沙（旧姓：金子）と、有賀暁子がアシスタントに就任した。

## 出演番組
- ラジオ体操・テレビ体操（NHK各種ラジオ・テレビ媒体）
- 夏の巡回ラジオ体操（夏休み期間：R1：ラジオ第一 6:30～6:40）にも全国各地の現地から生中継で出演している。
- みんなの体操（NHK各種テレビ媒体）
- Eダンスアカデミー (EXダンス体操の、座りバージョンを、作る前に、テレビ体操を、訪問時(シーズン4))
- 1000万人ラジオ体操・みんなの体操祭

## ビデオソフト
- NHKテレビ体操 リズム体操（2012年2月24日、NHKエンタープライズ発売。DVD）